# Orden de Nuestra Señora de la Caridad
La Orden de Nuestra Señora de la Caridad (oficialmente en latín: Ordo Dominae Nostrae de Caritate), también conocida como Orden de Nuestra Señora de la Caridad del Refugio, es una orden religiosa católica femenina de vida contemplativa y de derecho pontificio, fundada por el religioso francés Juan Eudes en 1651, en Caen. A las religiosas de este instituto se les conoce como monjas eudistas y posponen a sus nombres las siglas O.D.N.C.

## Historia

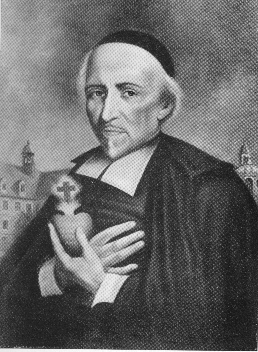
Juan Eudes (1500-1591), fundador de la orden, es venerado como santo en la Iglesia católica.

Durante la predicación del sacerdote francés Juan Eudes por Normandía, Bretaña y Borgoña, reunió un grupo de ex-prostitutas deseosas de cambiar de vida. Estas mujeres, con la aprobación de Jacques d'Angennes, obispo de Bayeux, iniciaron a vivir en común el 25 de noviembre de 1651 en Caen. El fundador escribió para ellas unas constituciones, basadas en la Regla de San Agustín y adaptadas a la vida monástica.
El instituto fue aprobado por Édouard Molé, obispo de Bayeux, como orden religiosa de derecho diocesano, el 8 de febrero de 1651. El papa Alejandro VII la elevó a orden de derecho pontificio, mediante bula del 2 de enero de 1666.
De este instituto religioso se desprendieron otros como la Congregación del Buen Pastor, de María de Santa Eufrasia Pelletier. En 1944 se constituyó la Federación de Monasterios Americanos y en 1945, la de los Monasterios Latinos: Francia, España, Portugal y México. De estas dos federaciones, nacieron dos congregaciones centralizadas e independientes: la Unión de Nuestra Señora de la Caridad, con aprobación pontificia del 3 de octubre de 1967, a partir de los monasterios latinos; y la Unión Norteamericana, con aprobación pontificia del 23 de marzo de 1979. Ambas uniones se fusionaron en una sola congregación en 2007, y luego, en 2014, se unieron a la Congregación de las Hermanas de Nuestra Señora de la Caridad del Buen Pastor.

## Organización
La Orden de Nuestra Señora de la Caridad es un orden religiosa monacal, de derecho pontificio y de monasterios sui iuris, siendo gobernado cada uno de ellos por su propia superiora.
Las monjas eudistas se dedican a la vida contemplativa, aunque como cada monasterio es autónomo puede decidir el grado de clausura o pastoral al interior de los mismos. A los tres votos tradicionales de castidad, pobreza y obediencia, unen un cuarto voto de servicio apostólico. En 2017, la orden contaba con 31 monjas y 3 monasterios, presentes en Francia e Italia.